# Cyprinella garmani
Cyprinella garmani (in inglese gibbous shiner) è una specie di pesce della famiglia Cyprinidae. È endemico del Messico. 